# Esquizofasia

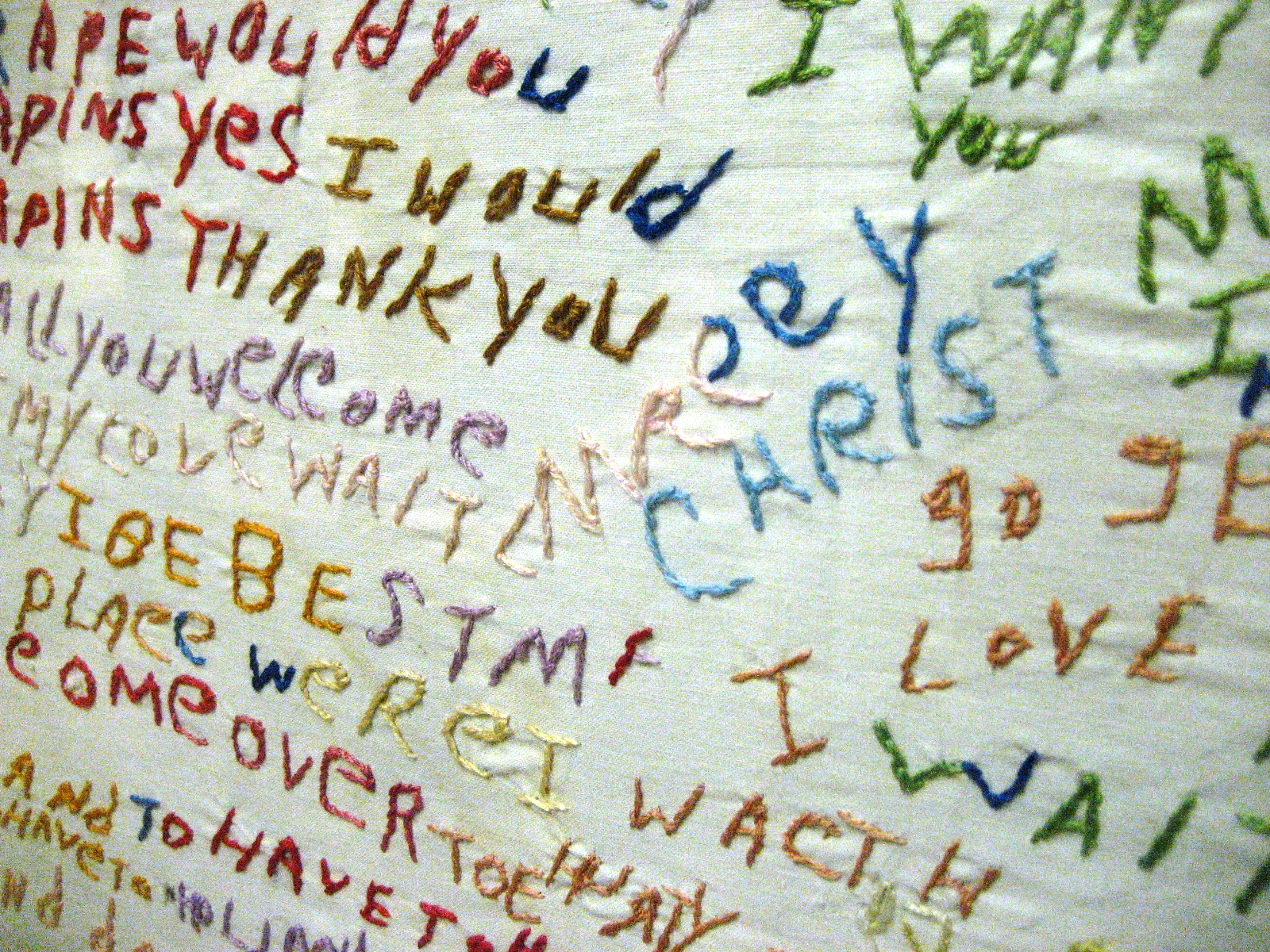
Texto tecido por uma esquizofrênica para expressar suas ideias. (em inglês)

Esquizofasia (do grego schizo divisão e phasis fala) é um termo médico para linguagem confusa, pouco coerente e frequentemente repetitiva. Pode ser um sintoma de transtornos psicóticos, de um episódio maníaco, de uma demência, pseudodemência ou causado por um estado de confusão mental.
A esquizofasia frequentemente inclui palavras recém inventadas (neologismos), um discurso desorientado em tempo, espaço e pessoa, frases incompletas, longas explicações ilógicas com termos complicados (logorreia) e perda da linha de raciocínio. Quando todas palavras e regras de ortografia são recém inventadas se denomina glossolalia, um termo grego para "falar em línguas" ou xenoglossia, termo grego para "língua desconhecida". Quem fala pode acreditar que está sendo claro, lógico e objetivo em seu discurso e que o problema de comunicação é a capacidade de compreensão do ouvinte. Parece com a linguagem dos sonhos.

## Diagnóstico diferencial
Pode ser confundido com outros transtornos de linguagem como:
- Dislexia: dificuldade para ler e escrever adequadamente apesar de uma cognição normal,
- Dislalia: dificuldade de pronunciar,
- Apraxia: incapacidade orgânica de articular adequadamente as palavras,
- Afasia: incapacidade de se expressar verbalmente.
- Disgrafia: dificuldade para escrever.
- Disfonia: dificuldade para falar.